# 146-я отдельная дорожно-строительная бригада
146-я отдельная дорожно-строительная бригада — соединение специальных войск (дорожных) Вооружённых Сил Союза ССР.
Сокращённое действительное наименование — 146 одсбр. Полное условное наименование формирования — Войсковая часть № 02171. Личный состав 146 одсбр построил автомобильные дороги Актогай — Учарал — Бесколь — Коктума — Дружба, Алма-Ата — Медео и часть магистрали «Амур» (автотрасса М58), подразделения бригады принимали участие в реконструкции аэропорта города Хабаровск и многое другое.

## История
Из обострения советско-китайского раскола в конце 1960-х годов возникает необходимость в улучшении дорожного обеспечения войск, выполняющих прикрытие границы на Дальнем Востоке и в Казахстане. Ситуация усугубилась в связи с пограничными конфликтами с Китайской Народной Республикой из-за острова Даманский и конфликта у озера Жаланашколь.
Правительство СССР и партия приняли решение и издали постановление ЦК КПСС и Совета Министров СССР от 23 октября 1970 года № 878—301 «О строительстве и реконструкции приграничных автомобильных дорог в районах Восточной Сибири, Дальнего Востока и Средней Азии». В соответствии с ним были сформированы 4 отдельные дорожно-строительные бригады, в Военно-строительном комплексе Министерства обороны СССР (МО СССР), Вооружённых Сил СССР (ВС СССР), которые были размещены и приступили в 1970 году к выполнению задач по строительству и реконструкции автомобильных дорог Иркутск — Чита и Актогай — Дружба.
Финансирование строительства и реконструкции автодороги осуществлялось за счёт капитальных вложений, выделяемых централизованно, один раз в год, на эти цели Советом Министров РСФСР.
Сформирование бригад 11-ти батальонного состава, с численностью личного состава около 5 000 человек в каждой, было поручено заместителю министра обороны по строительству и расквартированию войск и главкам военно-строительного комплекса министерства обороны.
В марте 1971 году была сформирована 146 одсбр в структуре Центрального управления специального строительства МО СССР (ЦУСС МО). Бригада была отправлена на строительство автодороги протяжённостью 373,5 километров по маршруту Актогай — Учарал — Бесколь — Коктума — Дружба, с выходом к границе с Китаем в районе Джунгарских ворот.
Формированием бригады занимался весь военно-строительный комплекс МО СССР. Основой 146-й отдельной дорожно-строительной бригады стали строительные части Центрального управления Министерства обороны СССР, на их базе и шло сформирование бригады. Также в её состав вошли четыре войсковые части №: 11030, 31516, 08358, 19313 и солдаты срочной службы, призванные весной 1971 года.
Перед военными дорожниками была поставлены сложные задачи по строительству, реконструкции и обустройству в местах дислокации соединения в Среднеазиатском военном округе (САВО). Им предстояло построить инфраструктуру для размещения личного состава частей и выполнить строительство автомобильной дороги Актогай — Учарал — Бесколь — Коктума — Дружба, с асфальтобетонным покрытием по нормативам III технической категории, в тяжёлых условиях резко континентального климата, с постоянными сильными ветрами «Ибэ» и «Сайкан», при колебании температур от + 50 С° летом и — 50 С° зимой.
Строительство автодороги было завершено в 1977 году.
Помимо автодороги Актогай — Учарал — Бесколь — Коктума — Дружба личный состав отдельных частей бригады в трудных условиях высокогорья также строил автомобильную дорогу к спортивному комплексу Медео под Алма-Атой.
В 1975 году бригада была переподчинена Главному военно-строительному управлению МО СССР (ГВСУ МО СССР).
В 1977 году задача по строительству автодороги Актогай — Дружба в Казахстане была выполнена досрочно, а 146 одсбр была передислоцирована, к 15 декабря 1977 года, на Дальний Восток и расквартирована в посёлке городского типа Архара, посёлке Кундур и селе Заречное Амурской области, для строительства «Амурской колесухи» на участке Бурея — Архара — Пашково (протяжённость — 145 километров), автодороги Чита — Хабаровск, ныне М58 «Амур», в Дальневосточном военном округе (ДВО).

Участок Бурея — Архара — Пашково по природным условиям относится к равнинному, таёжному, со множеством ручьёв, ключей и десятью крупными водотоками, пересекающими трассу. Весь участок был покрыт смешанным лесом, трассу пришлось прокладывать в районах глубокого сезонного промерзания.— История, Глава 7. Военные дорожники: идём на Восток!, Сайт Федерального казённого учреждения «Межрегиональная дирекция по дорожному строительству в Дальневосточном регионе России Федерального дорожного агентства»
В конце июля 1978 года, завершив строительство автомобильных дорог в Саратовской области, на Дальний Восток в состав 146 одсбр прибыли ещё три отдельных дорожно-строительных батальона, отдельный автомобильный батальон и база изготовления железобетонных конструкций. Место дислокации этих частей было определено на станции Кундур и в селе Заречное.
Сводный батальон бригады принимал участие в ликвидации последствий чрезвычайных ситуаций (наводнений, от разлива рек) в 1981, 1984 и в 1985 годах.
В 1984—1985 годах подразделения бригады принимали участие в реконструкции аэропорта города Хабаровск.
За период с 1978 по 1989 год 146 одсбр обустроилась, построила и ввела в эксплуатацию 145 километров автомобильной магистрали с асфальтобетонным покрытием на участке Бурея — Архара — Пашково, подъезд к трассе от пос. Архара и объекты дорожного хозяйства. Труд военных дорожников, в тяжёлых условиях Средней Азии и Дальнего Востока, был высоко оценён на государственном уровне, за успехи и достижения в дорожном строительстве многие были награждены орденами и медалями.
Директивой заместителя министра обороны СССР по строительству и расквартированию войск за № 156/1/0180, от 14 февраля 1989 года, 146 одсбр была расформирована, а на её базе было создано 1329-е управление начальника работ (1329 унр), которое продолжило строительство восточного участка автодороги «Амур», Чита — Хабаровск). Так же личный состав бригады был направлен на доукомплектование соединений и частей ЦДСУ МО СССР.

## Состав
В состав 146 одсбр входили:
- Управление (штаб) (войсковая часть (В/Ч) № 02171), Уч-Арал, Архара;
- Н-й отдельный мостостроительный батальон (В/Ч 12629, Васильевка);
- Н-й отдельный дорожно-строительный батальон (???? одсб, В/Ч № 02174); Бесколь, Архара
- 1699-й отдельный дорожно-строительный батальон (1699 одсб, В/Ч № 02175) (Уч-Арал, Архара, полевой лагерь Урил);
- 1700-й отдельный дорожно-строительный батальон (???? одсб, В/Ч № 02258); (пос. Кундур)
- Н-й отдельный дорожно-строительный батальон (02259 одсб, В/Ч № 02259); (пос. Кундур, полевой лагерь (пос. Казачий.))
- Н-й отдельный дорожно-строительный батальон (???? одсб, В/Ч № 02260); (пос. Кундур)
- 1719-й отдельный батальон механизации дорожно-строительных работ (В/Ч № 12630), Бесколь, Архара;
- Н-й отдельный автомобильный батальон (??? оавтб, В/Ч № 02579); (пос. Кундур)
- 473-й отдельный автомобильный батальон (473 оавтб, В/Ч № 12273);
- Н-я промышленная база (???? ПБ, В/Ч № 51582);
- Н-й отдельный ремонтный батальон (???? орб, в/ч 77156), Уч-Арал, Архара;
- Н-й отдельный учебный батальон (???? оуб, В/Ч № 74571), Жангиз-Тобе, Уч-Арал, Архара;
- Н-я контора материально-технического снабжения (???? КМТС), Уч-Арал, Архара;

## Командиры бригады
Список командиров бригады:
- подполковник К. А. Куимов — 1971—1972;
- полковник С. Г. Хутиев — 1972—1977;
- майор В. М. Щенов — 1977—1979;
- полковник И. Т. Ворвулёв — 1979—1981;
- полковник В. Ф. Тарасов — 1982—1986;
- полковник В. В. Истомин — 1987—1989.